# Martin De Knijff
Nils Martin „The Knife“ De Knijff (* 2. Oktober 1972 in Göteborg) ist ein professioneller schwedischer Sportwetter und Pokerspieler.

## Persönliches
De Knijff ist Sohn eines Niederländers und einer Schwedin. Als De Knijff fünf Jahre alt war, zog seine Familie nach Falkenberg. 1992 verließ De Knijff Falkenberg und zog nach Stockholm, wo er heute noch lebt.

## Pokerkarriere
Mit 15 begann er Poker zu spielen, zunächst meistens die Variante Five Card Draw, später spielte er hauptsächlich Omaha und Texas Hold’em. De Knijff machte sich in der Pokerwelt einen Namen, als er beim Main Event der World Series of Poker 2002 in Las Vegas mit dem 13. Platz 60.000 US-Dollar gewann. Bei seiner ersten Teilnahme am Main Event der World Poker Tour wurde er 15. bei der WPT Championship 2003 im Hotel Bellagio und gewann rund 25.000 US-Dollar. Im folgenden Jahr gewann er das gleiche Turnier und erhielt so einen damaligen Rekordpreis von mehr als 2,7 Millionen US-Dollar. Weniger als einen Monat später belegte er bei der WSOP 2004 beim No Limit Hold’em den zweiten Platz. Ende September 2014 wurde De Knijff beim ersten Aria 50K im Aria Resort & Casino am Las Vegas Strip Zweiter und erhielt ein Preisgeld von mehr als 400.000 US-Dollar. Seine bis dato letzte Live-Geldplatzierung erzielte er im Dezember 2018.
Insgesamt hat sich De Knijff mit Poker bei Live-Turnieren knapp 4 Millionen US-Dollar erspielt.